# Třída Invincible
Třída Invincible byla třída bitevních křižníků Royal Navy, postavených v letech 1906–1909. Byly to vůbec první postavené bitevní křižníky na světě. Podobně jako revoluční HMS Dreadnought byly i tyto lodě dítky britského admirála a prvního lorda admirality Johna Fishera. Cílem bylo u těchto plavidel postavit válečnou loď, která by byla rychlejší než dreadnought, ale měla podobně silnou výzbroj. To se dělo na úkor pancéřové ochrany, neboť jak říkal admirál Fisher: „rychlost je nejlepší pancíř“. Byly určeny k široké škále úkolů, od doprovodu vlastních lehkých sil, přes ochranu námořní plavby až po boj s těžkými loděmi protivníka. Na třídu Invincible navázala velice podobná třída Indefatigable.

## Konstrukce

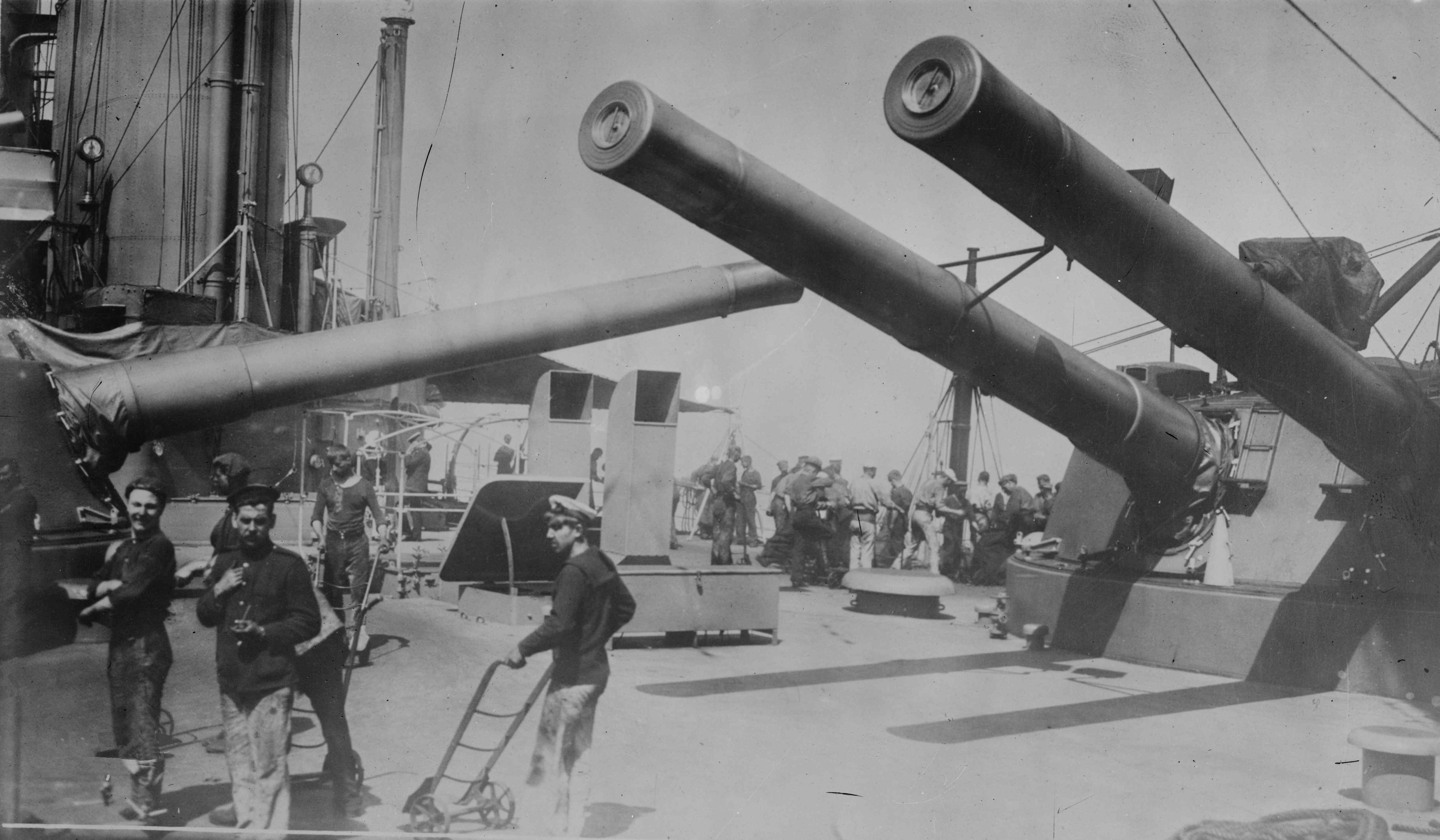
Rozmístění prostředních dělových věží mělo umožnit jejich střelbu na obě strany

Třída se skládala z jednotek Invincible, Inflexible a Indomitable. Každá z lodí nesla hlavní výzbroj v podobě osmi 305mm kanónů ve čtyřech dělových věžích. Loď nesla jednu na přídi a zádi a druhý pár se nacházel ve střední části lodi. Rozmístění věží ještě neumožňovalo boční salvu všech osmi děl, což bylo napraveno až u následující třídy Indefatigable. Sekundární výzbroj představovalo 16 kusů 102mm kanónů. Plavidla také měla pět pevných 457mm torpédometů. Pancéřová ochrana byla jen lehká.
Pancéřová ochrana byla slabinou těchto lodí. Boky kryl pancéřový pás o síle 101–178 mm. Dvě pancéřové paluby měly sílu 76 a 25 mm. Velitelský můstek chránil 305mm silný pancíř. Dělové věže měly 178mm pancíř a jejich barbety 203mm pancíř. Pohon lodí zajišťovala turbínová soustrojí Parsons, roztáčející čtyři lodní šrouby. Páru jim dodávalo 31 kotlů Babcock & Wilcox či Yarrow. Lodě byly schopny dosáhnout rychlosti až 26,6 uzlů.

## Nasazení

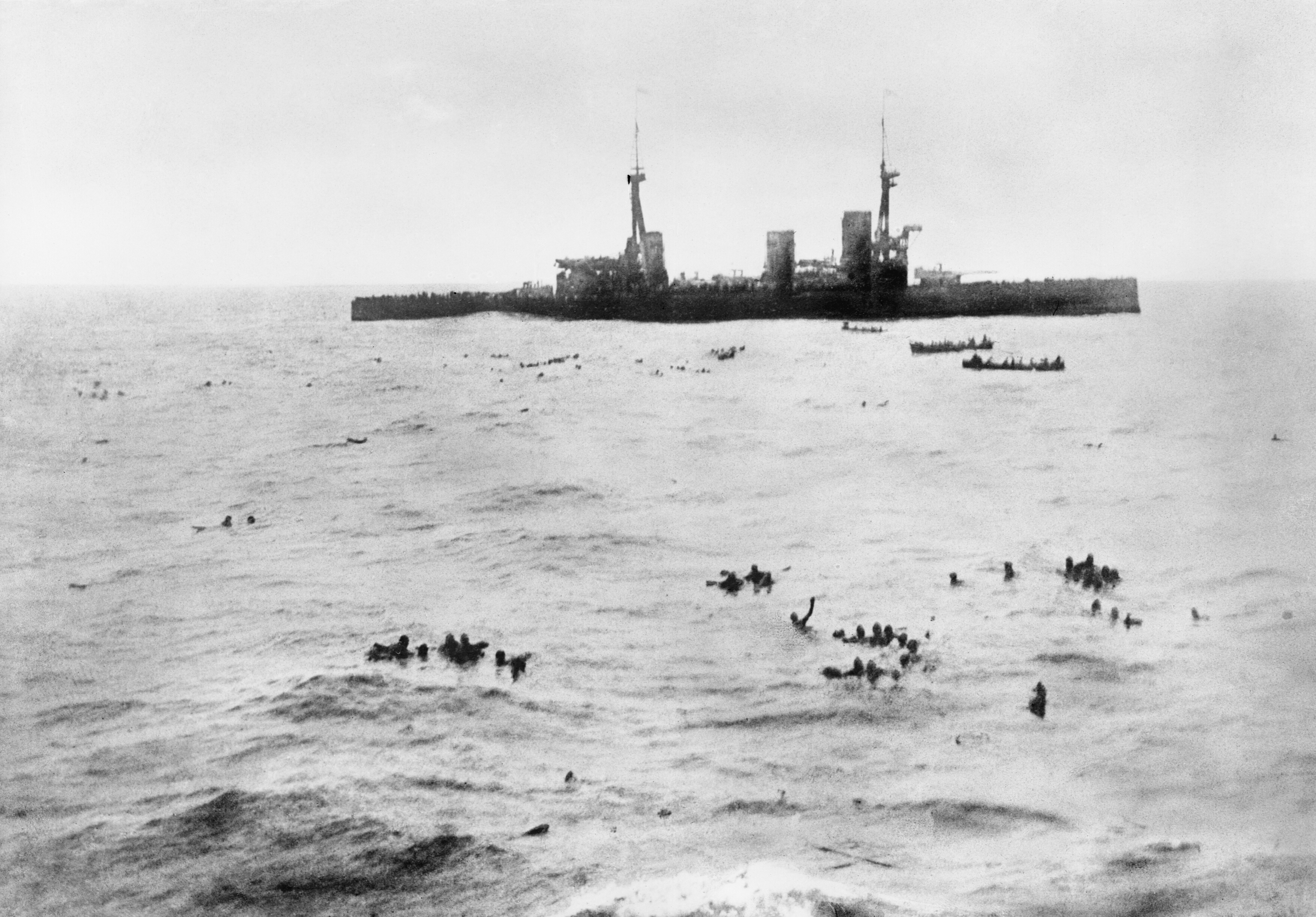
HMS Infexible u Falklaských ostrovů zachraňuje trosečníky

Křižníky čekalo intenzivní nasazení ve světové válce. Invincible bojoval už 28. srpna 1914 v první bitvě u Helgolandské zátoky. Invincible a Inflexible se 8. prosince 1914 hlavní mírou podílely na zničení německé východoasijské eskadry admirála Maximiliana von Spee v bitvě u Falklandských ostrovů. Naopak Indomitable byl dne 24. ledna 1915 součástí britských sil v bitvě u Dogger Banku. Všechny tři lodě byly nasazeny ve dnech 31. května až 1. června 1916 v bitvě u Jutska. Německý bitevní křižník SMS Lützow zde zasáhl Invincible a přivedl k výbuchu jeho muniční sklady. Z potápějící se lodi se zachránilo jen šest mužů.
V bitvě u Jutska byly potopeny celkem tří britské bitevní křižníky, což plně prokázalo jejich nedostatečnou pancéřovou ochranu. Zbylé dvě lodě se již nedostaly do žádné významné akce, přečkaly válku a v roce 1919 byly převedeny do rezervy a v roce 1922 sešrotovány.